# Forn Siðr

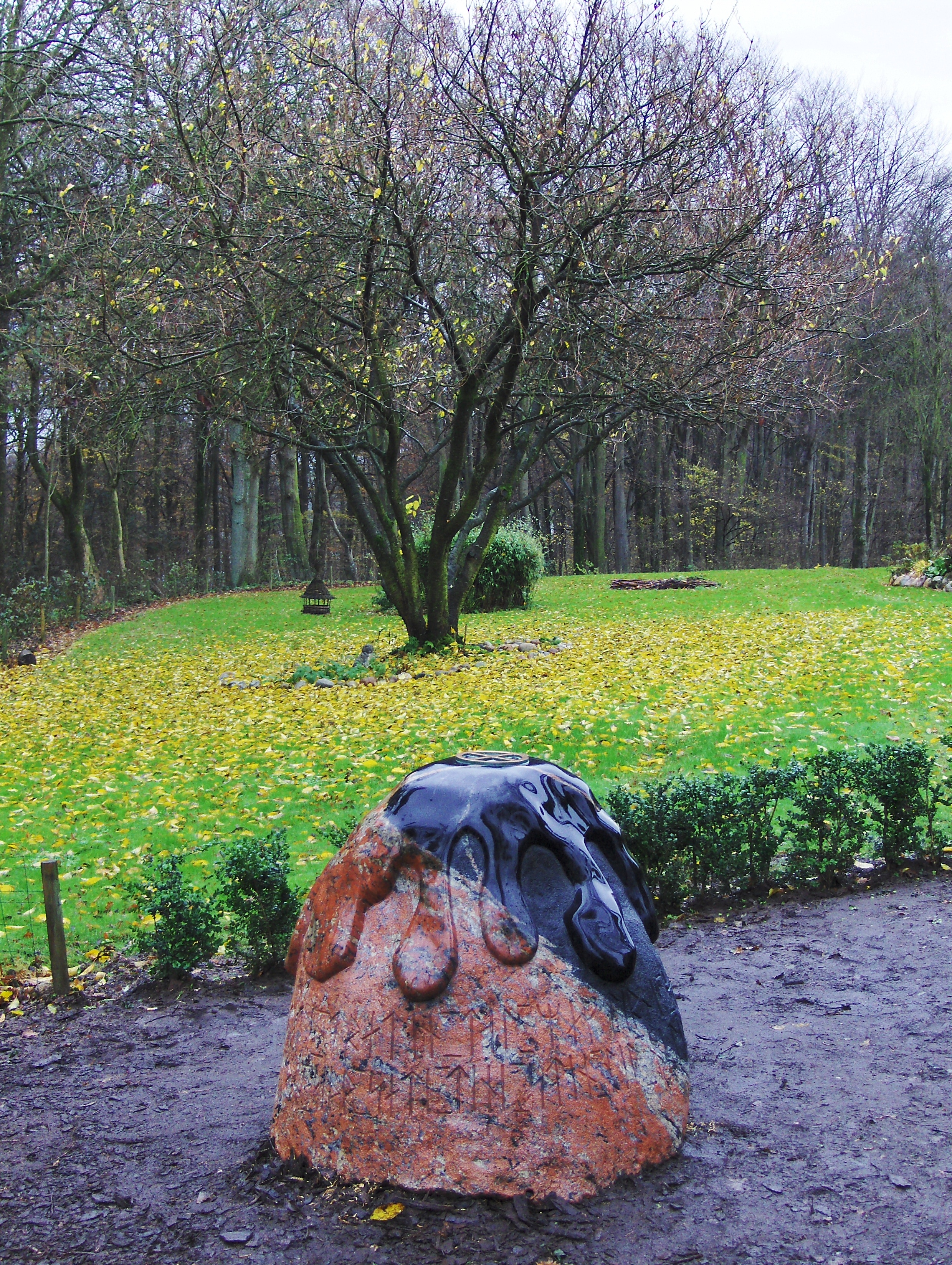
Runový kámen sdružení vztyčený roku 2006 v Jellingu

Forn Siðr – Asa-og Vanetrosamfundet i Danmark „Forn Siðr – Sdružení Ásatrú a Vanatrú v Dánsku“ je dánská novopohanská organizace věnující se obnově a praktikování severského náboženství. Výraz forn siðr znamená ve staroseverštině „dávný obyčej“ a používá se jako jedno z označení pro severské novopohanství, Asa-og Vanetro „víra v Ásy a Vany“ odkazuje na dvě hlavní skupiny božstev v severském náboženství. Forn Siðr se nevěnuje proselytismu a prezentuje se jako apolitické. Sdružení bylo založeno 5. listopadu 1997, oficiální registraci získalo 6. listopadu 2003. To mimo jiné poskytlo komunitě právo slavit právně platné svatby a rovněž i možnost mít pohanské pohřební rituály. V roce 2008 společnost získala pohřebiště v Odense. Sdružení Forn Siðr pořádá čtyřikrát až pětkrát ročně blóty, obětní obřady, pro všechny své členy.